# Жапаров, Марат Батырбекович
Марат Батырбекович Жапаров (род. 25 августа 1985, Лениногорск, Восточно-Казахстанская область, СССР) — казахстанский прыгун с трамплина.

## Биография
Участвовал в зимней олимпиаде 2014 года в Сочи, где оказался 49-м на нормальном трамплине с результатом 84,9 м.
С зимней Азиады — 2017 привёз личную «бронзу» и командное «серебро».